# Kuchizuke (film 1957)
Kuchizuke (in giapponese くちづけ?) è un film del 1957 diretto da Yasuzō Masumura.

## Trama
Il padre dello studente Kinichi è in carcere con l’accusa di aver effettuato brogli elettorali, e c’è la possibilità che possa essere rilasciato su cauzione; il padre della giovane Akiko è detenuto per essersi appropriato di denaro pubblico, restituendo il quale sarà scarcerato. I due ragazzi, che non si conoscono, si incontrano casualmente in un negozio in prossimità della prigione: Kinichi paga il conto di Akiko, che vede essere in difficoltà, e si allontana in fretta. Akiko, che vuole saldare il debito, lo rincorre e lo raggiunge sull’autobus affollato. Kinichi vuole liberarsi della querula ragazza, e scende velocemente alla fermata successiva, ma Akiko lo segue. I due si trovano all’ingresso di un velodromo, e fanno un patto: puntano del denaro su un ciclista, ed in caso di perdita la ragazza avrebbe dovuto smettere di seguirlo. Vincono.
Per prima cosa vanno a pranzo, poi decidono di spendere tutto il denaro vinto, e trascorrono insieme l’intera giornata, facendo una gita in moto fino ad una località balneare, dove fanno il bagno, pattinano in una pista, vanno a cena e poi a ballare. Al momento del commiato, dopo essersi scambiati gli indirizzi, Akiko, sorpresa dal fatto che Kinichi non mostri interessamento per lei, gli chiede di congedarsi con un bacio, ma egli rifiuta, adducendo come motivo lo stato di ebbrezza della giovane, ma confessandole anche di non essere uso ad innamorarsi.
Il giorno dopo Akiko, in cerca di denaro per la scarcerazione del padre e per il mantenimento in sanatorio della madre malata, lo chiede ed ottiene da Kazuhiko, un suo spasimante. Kinichi ottiene con difficoltà dalla propria madre, che aveva lasciato la famiglia qualche anno prima, un assegno col quale pagare la cauzione per il padre, ma apprende dall’avvocato che la scarcerazione non verrà concessa. Cerca allora Akiko, e la trova, la sera, nel suo appartamento in procinto di essere violentata da Kazuhiko, che richiedeva evidentemente una prestazione in cambio dell’esborso. In seguito ad una colluttazione fra i due giovani, Kazuhiko se ne va coi soldi, e Kinichi offre alla ragazza l’assegno.
Akiko non sa se accettare l’assegno, e Kinichi, quasi a convincerla, la bacia rudemente. Akiko, che pure aveva desiderato le attenzioni di Kinichi, lo schiaffeggia e scoppia a piangere: perché, si chiede, è così difficile dire “ti amo”? Seguono prontamente la dichiarazione d’amore di Kinichi, ed altri baci, questa volta ben accetti. L’indomani Kinichi e sua madre attendono Akiko e suo padre all’uscita dal carcere.

## Distribuzione
Il film viene citato in italiano anche con il titolo Il bacio.